# Boulevard Haussmann
De Boulevard Haussmann is een van de grote boulevards van de Franse hoofdstad Parijs. Hij is genoemd naar de 19e-eeuwse stadsarchitect baron Haussmann.

## Geschiedenis
Het grootste deel van deze boulevard werd in 1857 aangelegd. De aanleg van het laatste stuk, dat pas in 1922 werd voltooid, kostte bijna 100 miljoen francs. Haussmann wist vanaf het begin dat dergelijke bedragen niet door hogere belastingen bijeen konden worden gebracht. Daarom wilde hij de aanleg met particulier geld bekostigen. Pas in 1914, 23 jaar na Haussmanns dood, werd de Société Immobilière du Boulevard Haussmann opgericht. Deze zette 3.000.000 francs aan aandelen uit.
De boulevard is 2,53 km lang en gemiddeld meer dan 30 m breed. Met 430.000 passanten per dag en met talrijke winkels, kantoren en hotels is de Boulevard Haussmann het grootste commerciële centrum van Europa. Hij staat bekend als de straat met de grands magasins: grote warenhuizen als Le Printemps (architect Paul Sédille, 1881) en Galeries Lafayette (architect Ferdinand Chanut, 1908) zijn er gevestigd. Er bevinden zich echter ook grote appartementencomplexen. De stijl waarin deze gebouwd zijn, wordt architecture haussmannienne genoemd.

## Bekende bewoners of bedrijven
- Op nummer 102 heeft van 1906 tot 1919 de Franse romanschrijver Marcel Proust gewoond.
- In 1878 betrok de impressionistische schilder Gustave Caillebotte een woning aan de Boulevard. Daar schilderde hij een reeks Parijse stadsgezichten, waaronder uitzichten op de Boulevard vanaf zijn balkon.
- Op nummer 158 is het Musée Jacquemart-André te vinden, waar schilderijen van Hollandse meesters als Rembrandt, Italiaanse renaissanceschilders als Botticelli en Franse schilders als David hangen.
- Op nummer 73 is Maison Trousselier gevestigd, dat zich sinds 1877 heeft gespecialiseerd in het maken van zijden bloemen. De collectie bestaat uit meer dan 3000 (prijzige) modellen.
- Op nummer 14 is het dagblad Le Figaro gevestigd.